# 熊野神社 (所沢市西新井町)
熊野神社（くまのじんじゃ）は、埼玉県所沢市の神社。

## 歴史
創建年代は不明である。ただ1459年（長禄3年）に当社の社家である三上清定によって再興されたという古文書が残されていることから、その頃には既に存在していたものと推測される。
1872年（明治5年）、近代社格制度に基づく「村社」に列せられ、1910年（明治43年）の神社合祀により、周辺の3社（摂末社含む）が合祀された。
現在は宅地化が進み、当地の戸数も増えているが、江戸時代後期の文化文政年間（1804年 - 1830年）には80戸余りしかなく、社家の三上家の神職昇任のために神祇管領長上の吉田家が居る京都に赴く費用にも事欠くありさまで、「出世催合（しゅっせもあい）」と称する頼母子講を組織して費用を捻出したという。

## 文化財
- 弥陀三尊来迎図像板石塔婆（所沢市指定文化財 平成25年8月1日指定）[2]

## 交通アクセス
- 所沢駅より徒歩15分。